# Liste der Gemeinden im Département Mayenne

Lage des Départements Mayenne

Das Département Mayenne liegt in der Region Pays de la Loire in Frankreich. Es untergliedert sich in drei Arrondissements mit 240 Gemeinden (frz. communes) (Stand 1. Januar 2021).
| Code INSEE | PLZ         | Gemeinde                    | Einwohner (Stand 1. Januar 2022) | Fläche in km² | Einwohner je km² | Kanton seit 30. März 2015 Kanton bis zum 29. März 2015                                                | Arrondissement seit 2017 Arrondissement bis 2016 | Gemeindeverband         |
| ---------- | ----------- | --------------------------- | -------------------------------- | ------------- | ---------------- | --- | ------------------------------------------------ | ----------------------- |
| 53001      | 53940       | Ahuillé                     | 1864                             | 29,87         | 62               | L’Huisserie Saint-Berthevin                                                                           | Laval                                            | Laval Agglomération     |
| 53002      | 53240       | Alexain                     | 612                              | 16,24         | 38               | Mayenne Mayenne-Ouest                                                                                 | Mayenne                                          | Mayenne Communauté      |
| 53003      | 53300       | Ambrières-les-Vallées       | 2603                             | 38,78         | 67               | Gorron Ambrières-les-Vallées                                                                          | Mayenne                                          | Bocage Mayennais        |
| 53005      | 53240       | Andouillé                   | 2324                             | 36,54         | 64               | Ernée Chailland                                                                                       | Mayenne Laval                                    | Ernée                   |
| 53007      | 53210       | Argentré                    | 2908                             | 36,77         | 79               | Bonchamp-lès-Laval Argentré                                                                           | Laval                                            | Laval Agglomération     |
| 53008      | 53440       | Aron                        | 1830                             | 32,85         | 56               | Lassay-les-Châteaux Mayenne-Est                                                                       | Mayenne                                          | Mayenne Communauté      |
| 53009      | 53170       | Arquenay                    | 672                              | 25,25         | 27               | Meslay-du-Maine                                                                                       | Château-Gontier Laval                            | Pays de Meslay-Grez     |
| 53010      | 53600       | Assé-le-Bérenger            | 419                              | 11,68         | 36               | Évron                                                                                                 | Mayenne Laval                                    | Coëvrons                |
| 53011      | 53230       | Astillé                     | 887                              | 20,73         | 43               | Cossé-le-Vivien Saint-Berthevin                                                                       | Château-Gontier Laval                            | Pays de Craon           |
| 53012      | 53400       | Athée                       | 453                              | 17,23         | 26               | Cossé-le-Vivien Craon                                                                                 | Château-Gontier                                  | Pays de Craon           |
| 53013      | 53700       | Averton                     | 555                              | 40,62         | 14               | Villaines-la-Juhel                                                                                    | Mayenne                                          | Mont des Avaloirs       |
| 53016      | 53160       | Bais                        | 1220                             | 26,23         | 47               | Évron Bais                                                                                            | Mayenne                                          | Coëvrons                |
| 53018      | 53350       | Ballots                     | 1298                             | 36,01         | 36               | Cossé-le-Vivien Saint-Aignan-sur-Roë                                                                  | Château-Gontier                                  | Pays de Craon           |
| 53019      | 53340       | Bannes                      | 119                              | 8,32          | 14               | Meslay-du-Maine                                                                                       | Château-Gontier Laval                            | Pays de Meslay-Grez     |
| 53025      | 53170       | Bazougers                   | 1086                             | 31,72         | 34               | Meslay-du-Maine                                                                                       | Château-Gontier Laval                            | Pays de Meslay-Grez     |
| 53026      | 53320       | Beaulieu-sur-Oudon          | 500                              | 19,73         | 25               | Loiron-Ruillé                                                                                         | Laval                                            | Laval Agglomération     |
| 53027      | 53290       | Beaumont-Pied-de-Bœuf       | 203                              | 13,31         | 15               | Meslay-du-Maine Grez-en-Bouère                                                                        | Château-Gontier                                  | Pays de Meslay-Grez     |
| 53028      | 53440       | Belgeard                    | 560                              | 13,01         | 43               | Lassay-les-Châteaux Mayenne-Est                                                                       | Mayenne                                          | Mayenne Communauté      |
| 53029      | 53290       | Bierné-les-Villages         | 1280                             | 47,73         | 27               | Château-Gontier-sur-Mayenne-1                                                                         | Château-Gontier                                  | Pays de Château-Gontier |
| 53228      | 53270       | Blandouet-Saint Jean        | 556                              | 36,72         | 15               | Meslay-du-Maine Sainte-Suzanne                                                                        | Mayenne Laval                                    | Coëvrons                |
| 53034      | 53960       | Bonchamp-lès-Laval          | 6294                             | 27,51         | 229              | Bonchamp-lès-Laval Argentré                                                                           | Laval                                            | Laval Agglomération     |
| 53035      | 53800       | Bouchamps-lès-Craon         | 611                              | 18,15         | 34               | Château-Gontier-sur-Mayenne-2 Craon                                                                   | Château-Gontier                                  | Pays de Craon           |
| 53036      | 53290       | Bouère                      | 1066                             | 42,54         | 25               | Meslay-du-Maine Grez-en-Bouère                                                                        | Château-Gontier                                  | Pays de Meslay-Grez     |
| 53037      | 53290       | Bouessay                    | 718                              | 9,34          | 77               | Meslay-du-Maine Grez-en-Bouère                                                                        | Château-Gontier                                  | Pays Sabolien           |
| 53038      | 53370       | Boulay-les-Ifs              | 136                              | 9,05          | 15               | Villaines-la-Juhel Pré-en-Pail                                                                        | Mayenne                                          | Mont des Avaloirs       |
| 53040      | 53410       | Bourgon                     | 618                              | 20,97         | 29               | Loiron-Ruillé                                                                                         | Laval                                            | Laval Agglomération     |
| 53041      | 53350       | Brains-sur-les-Marches      | 276                              | 7,68          | 36               | Cossé-le-Vivien Saint-Aignan-sur-Roë                                                                  | Château-Gontier                                  | Pays de Craon           |
| 53042      | 53120       | Brecé                       | 833                              | 35,27         | 24               | Gorron                                                                                                | Mayenne                                          | Bocage Mayennais        |
| 53043      | 53150       | Brée                        | 584                              | 16,41         | 36               | Évron Montsûrs                                                                                        | Mayenne Laval                                    | Coëvrons                |
| 53047      | 53120       | Carelles                    | 254                              | 13,23         | 19               | Gorron                                                                                                | Mayenne                                          | Bocage Mayennais        |
| 53048      | 53420       | Chailland                   | 1173                             | 35,86         | 33               | Ernée Chailland                                                                                       | Mayenne Laval                                    | Ernée                   |
| 53049      | 53470       | Châlons-du-Maine            | 691                              | 9,66          | 72               | Bonchamp-lès-Laval Argentré                                                                           | Laval                                            | Laval Agglomération     |
| 53051      | 53640       | Champéon                    | 624                              | 21,15         | 30               | Lassay-les-Châteaux Le Horps                                                                          | Mayenne                                          | Mayenne Communauté      |
| 53052      | 53370       | Champfrémont                | 282                              | 13,13         | 21               | Villaines-la-Juhel Pré-en-Pail                                                                        | Mayenne                                          | Mont des Avaloirs       |
| 53053      | 53160       | Champgenéteux               | 495                              | 25,11         | 20               | Évron Bais                                                                                            | Mayenne                                          | Coëvrons                |
| 53054      | 53810       | Changé                      | 6482                             | 34,68         | 187              | Saint-Berthevin Laval-Nord-Est                                                                        | Laval                                            | Laval Agglomération     |
| 53055      | 53300       | Chantrigné                  | 599                              | 18,62         | 32               | Gorron Ambrières-les-Vallées                                                                          | Mayenne                                          | Bocage Mayennais        |
| 53061      | 53250       | Charchigné                  | 455                              | 14,91         | 31               | Lassay-les-Châteaux Le Horps                                                                          | Mayenne                                          | Mayenne Communauté      |
| 53062      | 53200       | Château-Gontier-sur-Mayenne | 16.539                           | 68,49         | 241              | Château-Gontier-sur-Mayenne-2 Château-Gontier-sur-Mayenne-1                                           | Château-Gontier                                  | Pays de Château-Gontier |
| 53063      | 53200       | Châtelain                   | 464                              | 13,91         | 33               | Château-Gontier-sur-Mayenne-1 Bierné                                                                  | Château-Gontier                                  | Pays de Château-Gontier |
| 53064      | 53100       | Châtillon-sur-Colmont       | 960                              | 39,62         | 24               | Gorron                                                                                                | Mayenne                                          | Bocage Mayennais        |
| 53066      | 53200       | Chemazé                     | 1363                             | 38,54         | 35               | Château-Gontier-sur-Mayenne-1 Château-Gontier-Ouest                                                   | Château-Gontier                                  | Pays de Château-Gontier |
| 53067      | 53340       | Chémeré-le-Roi              | 433                              | 15,18         | 29               | Meslay-du-Maine                                                                                       | Château-Gontier Laval                            | Pays de Meslay-Grez     |
| 53068      | 53400       | Chérancé                    | 155                              | 8,73          | 18               | Château-Gontier-sur-Mayenne-2 Craon                                                                   | Château-Gontier                                  | Pays de Craon           |
| 53069      | 53250       | Chevaigné-du-Maine          | 152                              | 13,05         | 12               | Villaines-la-Juhel Couptrain                                                                          | Mayenne                                          | Mont des Avaloirs       |
| 53071      | 53120       | Colombiers-du-Plessis       | 477                              | 21,97         | 22               | Gorron                                                                                                | Mayenne                                          | Bocage Mayennais        |
| 53072      | 53470       | Commer                      | 1289                             | 22,88         | 56               | Lassay-les-Châteaux Mayenne-Est                                                                       | Mayenne                                          | Mayenne Communauté      |
| 53073      | 53800       | Congrier                    | 919                              | 24,28         | 38               | Cossé-le-Vivien Saint-Aignan-sur-Roë                                                                  | Château-Gontier                                  | Pays de Craon           |
| 53074      | 53100       | Contest                     | 840                              | 22,96         | 37               | Mayenne Mayenne-Ouest                                                                                 | Mayenne                                          | Mayenne Communauté      |
| 53075      | 53230       | Cosmes                      | 298                              | 13,68         | 22               | Cossé-le-Vivien                                                                                       | Château-Gontier                                  | Pays de Craon           |
| 53076      | 53340       | Cossé-en-Champagne          | 307                              | 20,88         | 15               | Meslay-du-Maine                                                                                       | Château-Gontier Laval                            | Pays de Meslay-Grez     |
| 53077      | 53230       | Cossé-le-Vivien             | 3208                             | 44,41         | 72               | Cossé-le-Vivien                                                                                       | Château-Gontier                                  | Pays de Craon           |
| 53078      | 53200       | Coudray                     | 867                              | 11,01         | 79               | Château-Gontier-sur-Mayenne-1 Bierné                                                                  | Château-Gontier                                  | Pays de Château-Gontier |
| 53079      | 53300       | Couesmes-Vaucé              | 377                              | 19,13         | 20               | Gorron Ambrières-les-Vallées                                                                          | Mayenne                                          | Bocage Mayennais        |
| 53080      | 53250       | Couptrain                   | 114                              | 0,71          | 161              | Villaines-la-Juhel Couptrain                                                                          | Mayenne                                          | Mont des Avaloirs       |
| 53082      | 53230       | Courbeveille                | 633                              | 18,02         | 35               | Cossé-le-Vivien Saint-Berthevin                                                                       | Château-Gontier Laval                            | Pays de Craon           |
| 53083      | 53700       | Courcité                    | 808                              | 30,69         | 26               | Villaines-la-Juhel                                                                                    | Mayenne                                          | Mont des Avaloirs       |
| 53084      | 53400       | Craon                       | 4415                             | 24,56         | 180              | Château-Gontier-sur-Mayenne-2 Craon                                                                   | Château-Gontier                                  | Pays de Craon           |
| 53085      | 53700       | Crennes-sur-Fraubée         | 197                              | 12,77         | 15               | Villaines-la-Juhel                                                                                    | Mayenne                                          | Mont des Avaloirs       |
| 53088      | 53540       | Cuillé                      | 853                              | 21,66         | 39               | Cossé-le-Vivien                                                                                       | Château-Gontier                                  | Pays de Craon           |
| 53089      | 53200       | Daon                        | 533                              | 17,93         | 30               | Château-Gontier-sur-Mayenne-1 Bierné                                                                  | Château-Gontier                                  | Pays de Château-Gontier |
| 53090      | 53400       | Denazé                      | 184                              | 9,30          | 20               | Château-Gontier-sur-Mayenne-2 Craon                                                                   | Château-Gontier                                  | Pays de Craon           |
| 53091      | 53190       | Désertines                  | 461                              | 26,03         | 18               | Gorron Landivy                                                                                        | Mayenne                                          | Bocage Mayennais        |
| 53094      | 53260       | Entrammes                   | 2278                             | 26,16         | 87               | L’Huisserie Laval-Est                                                                                 | Laval                                            | Laval Agglomération     |
| 53096      | 53500       | Ernée                       | 5511                             | 36,53         | 151              | Ernée                                                                                                 | Mayenne                                          | Ernée                   |
| 53097      | 53150 53600 | Évron                       | 8380                             | 68,24         | 123              | Évron                                                                                                 | Mayenne                                          | Coëvrons                |
| 53098      | 53350       | Fontaine-Couverte           | 423                              | 21,65         | 20               | Cossé-le-Vivien Saint-Aignan-sur-Roë                                                                  | Château-Gontier                                  | Pays de Craon           |
| 53099      | 53260       | Forcé                       | 1096                             | 4,94          | 222              | L’Huisserie Argentré                                                                                  | Laval                                            | Laval Agglomération     |
| 53100      | 53190       | Fougerolles-du-Plessis      | 1186                             | 33,29         | 36               | Gorron Landivy                                                                                        | Mayenne                                          | Bocage Mayennais        |
| 53101      | 53200       | Fromentières                | 838                              | 22,06         | 38               | Château-Gontier-sur-Mayenne-1 Château-Gontier-Est                                                     | Château-Gontier                                  | Pays de Château-Gontier |
| 53102      | 53540       | Gastines                    | 166                              | 8,85          | 19               | Cossé-le-Vivien                                                                                       | Château-Gontier                                  | Pays de Craon           |
| 53104      | 53200       | Gennes-Longuefuye           | 1351                             | 40,29         | 34               | Château-Gontier-sur-Mayenne-1                                                                         | Château-Gontier                                  | Pays de Château-Gontier |
| 53105      | 53150       | Gesnes                      | 238                              | 11,21         | 21               | Bonchamp-lès-Laval Montsûrs                                                                           | Mayenne Laval                                    | Coëvrons                |
| 53106      | 53370       | Gesvres                     | 541                              | 21,78         | 25               | Villaines-la-Juhel                                                                                    | Mayenne                                          | Mont des Avaloirs       |
| 53107      | 53120       | Gorron                      | 2475                             | 14,32         | 173              | Gorron                                                                                                | Mayenne                                          | Bocage Mayennais        |
| 53109      | 53440       | Grazay                      | 626                              | 16,97         | 37               | Lassay-les-Châteaux Mayenne-Est                                                                       | Mayenne                                          | Mayenne Communauté      |
| 53110      | 53290       | Grez-en-Bouère              | 977                              | 27,29         | 36               | Meslay-du-Maine Grez-en-Bouère                                                                        | Château-Gontier                                  | Pays de Meslay-Grez     |
| 53113      | 53160       | Hambers                     | 625                              | 25,93         | 24               | Évron Bais                                                                                            | Mayenne                                          | Coëvrons                |
| 53114      | 53640       | Hardanges                   | 172                              | 18,48         | 9                | Lassay-les-Châteaux Le Horps                                                                          | Mayenne                                          | Mayenne Communauté      |
| 53115      | 53120       | Hercé                       | 305                              | 10,20         | 30               | Gorron                                                                                                | Mayenne                                          | Bocage Mayennais        |
| 53117      | 53360       | Houssay                     | 496                              | 14,26         | 35               | Château-Gontier-sur-Mayenne-1 Château-Gontier-Ouest                                                   | Château-Gontier                                  | Pays de Château-Gontier |
| 53120      | 53160       | Izé                         | 458                              | 28,15         | 16               | Évron Bais                                                                                            | Mayenne                                          | Coëvrons                |
| 53121      | 53250       | Javron-les-Chapelles        | 1343                             | 38,13         | 35               | Villaines-la-Juhel Couptrain                                                                          | Mayenne                                          | Mont des Avaloirs       |
| 53122      | 53160       | Jublains                    | 756                              | 36,01         | 21               | Lassay-les-Châteaux Bais                                                                              | Mayenne                                          | Mayenne Communauté      |
| 53123      | 53380       | Juvigné                     | 1332                             | 62,16         | 21               | Ernée Chailland                                                                                       | Mayenne Laval                                    | Ernée                   |
| 53015      | 53240       | La Baconnière               | 1964                             | 27,36         | 72               | Ernée Chailland                                                                                       | Mayenne Laval                                    | Ernée                   |
| 53021      | 53440       | La Bazoge-Montpinçon        | 966                              | 8,44          | 114              | Lassay-les-Châteaux Mayenne-Est                                                                       | Mayenne                                          | Mayenne Communauté      |
| 53022      | 53170       | La Bazouge-de-Chemeré       | 495                              | 24,84         | 20               | Meslay-du-Maine                                                                                       | Château-Gontier Laval                            | Pays de Meslay-Grez     |
| 53023      | 53470       | La Bazouge-des-Alleux       | 550                              | 18,10         | 30               | Évron Mayenne-Est                                                                                     | Mayenne                                          | Coëvrons                |
| 53031      | 53240       | La Bigottière               | 490                              | 18,40         | 27               | Ernée Chailland                                                                                       | Mayenne Laval                                    | Ernée                   |
| 53033      | 53800       | La Boissière                | 116                              | 6,32          | 18               | Cossé-le-Vivien Craon                                                                                 | Château-Gontier                                  | Pays de Craon           |
| 53045      | 53410       | La Brûlatte                 | 674                              | 15,24         | 44               | Loiron-Ruillé                                                                                         | Laval                                            | Laval Agglomération     |
| 53056      | 53950       | La Chapelle-Anthenaise      | 963                              | 19,89         | 48               | Bonchamp-lès-Laval Argentré                                                                           | Laval                                            | Laval Agglomération     |
| 53057      | 53440       | La Chapelle-au-Riboul       | 503                              | 13,10         | 38               | Lassay-les-Châteaux Le Horps                                                                          | Mayenne                                          | Mayenne Communauté      |
| 53058      | 53230       | La Chapelle-Craonnaise      | 315                              | 10,32         | 31               | Cossé-le-Vivien                                                                                       | Château-Gontier                                  | Pays de Craon           |
| 53059      | 53150       | La Chapelle-Rainsouin       | 413                              | 18,05         | 23               | Meslay-du-Maine Montsûrs                                                                              | Mayenne Laval                                    | Coëvrons                |
| 53086      | 53380       | La Croixille                | 633                              | 19,91         | 32               | Ernée Chailland                                                                                       | Mayenne Laval                                    | Ernée                   |
| 53087      | 53170       | La Cropte                   | 226                              | 14,15         | 16               | Meslay-du-Maine                                                                                       | Château-Gontier Laval                            | Pays de Meslay-Grez     |
| 53093      | 53190       | La Dorée                    | 288                              | 17,84         | 16               | Gorron Landivy                                                                                        | Mayenne                                          | Bocage Mayennais        |
| 53108      | 53410       | La Gravelle                 | 570                              | 6,23          | 91               | Loiron-Ruillé                                                                                         | Laval                                            | Laval Agglomération     |
| 53111      | 53300       | La Haie-Traversaine         | 466                              | 10,70         | 44               | Lassay-les-Châteaux Ambrières-les-Vallées                                                             | Mayenne                                          | Mayenne Communauté      |
| 53125      | 53190       | Landivy                     | 1100                             | 28,54         | 39               | Gorron Landivy                                                                                        | Mayenne                                          | Bocage Mayennais        |
| 53173      | 53140       | La Pallu                    | 177                              | 6,65          | 27               | Villaines-la-Juhel Couptrain                                                                          | Mayenne                                          | Mont des Avaloirs       |
| 53177      | 53220       | La Pellerine                | 296                              | 8,18          | 36               | Ernée                                                                                                 | Mayenne                                          | Ernée                   |
| 53126      | 53220       | Larchamp                    | 1012                             | 40,17         | 25               | Ernée                                                                                                 | Mayenne                                          | Ernée                   |
| 53136      | 53200       | La Roche-Neuville           | 1227                             | 28,67         | 43               | Château-Gontier-sur-Mayenne-1                                                                         | Château-Gontier                                  | Pays de Château-Gontier |
| 53191      | 53350       | La Roë                      | 250                              | 8,76          | 29               | Cossé-le-Vivien Saint-Aignan-sur-Roë                                                                  | Château-Gontier                                  | Pays de Craon           |
| 53192      | 53390       | La Rouaudière               | 311                              | 19,02         | 16               | Cossé-le-Vivien Saint-Aignan-sur-Roë                                                                  | Château-Gontier                                  | Pays de Craon           |
| 53258      | 53800       | La Selle-Craonnaise         | 901                              | 29,17         | 31               | Cossé-le-Vivien Craon                                                                                 | Château-Gontier                                  | Pays de Craon           |
| 53127      | 53110       | Lassay-les-Châteaux         | 2243                             | 57,63         | 39               | Lassay-les-Châteaux                                                                                   | Mayenne                                          | Mayenne Communauté      |
| 53128      | 53540       | Laubrières                  | 322                              | 8,31          | 39               | Cossé-le-Vivien                                                                                       | Château-Gontier                                  | Pays de Craon           |
| 53129      | 53410       | Launay-Villiers             | 358                              | 9,05          | 40               | Loiron-Ruillé                                                                                         | Laval                                            | Laval Agglomération     |
| 53130      | 53000       | Laval                       | 49.474                           | 34,22         | 1446             | Laval-1 Laval-2 Laval-3 Laval-Est Laval-Nord-Est Laval-Nord-Ouest Laval-Saint-Nicolas Laval-Sud-Ouest | Laval                                            | Laval Agglomération     |
| 53030      | 53170       | Le Bignon-du-Maine          | 320                              | 14,29         | 22               | Meslay-du-Maine                                                                                       | Château-Gontier Laval                            | Pays de Meslay-Grez     |
| 53039      | 53410       | Le Bourgneuf-la-Forêt       | 1726                             | 28,60         | 60               | Loiron-Ruillé                                                                                         | Laval                                            | Laval Agglomération     |
| 53046      | 53170       | Le Buret                    | 313                              | 12,92         | 24               | Meslay-du-Maine Grez-en-Bouère                                                                        | Château-Gontier                                  | Pays de Meslay-Grez     |
| 53103      | 53940       | Le Genest-Saint-Isle        | 2127                             | 18,59         | 114              | Loiron-Ruillé                                                                                         | Laval                                            | Laval Agglomération     |
| 53112      | 53250       | Le Ham                      | 343                              | 25,28         | 14               | Villaines-la-Juhel Le Horps                                                                           | Mayenne                                          | Mont des Avaloirs       |
| 53116      | 53640       | Le Horps                    | 721                              | 23,27         | 31               | Lassay-les-Châteaux Le Horps                                                                          | Mayenne                                          | Mayenne Communauté      |
| 53118      | 53110       | Le Housseau-Brétignolles    | 228                              | 9,31          | 24               | Lassay-les-Châteaux                                                                                   | Mayenne                                          | Mayenne Communauté      |
| 53176      | 53300       | Le Pas                      | 522                              | 21,90         | 24               | Gorron Ambrières-les-Vallées                                                                          | Mayenne                                          | Bocage Mayennais        |
| 53190      | 53640       | Le Ribay                    | 464                              | 17,36         | 27               | Lassay-les-Châteaux Le Horps                                                                          | Mayenne                                          | Mayenne Communauté      |
| 53131      | 53120       | Lesbois                     | 184                              | 5,99          | 31               | Gorron                                                                                                | Mayenne                                          | Bocage Mayennais        |
| 53132      | 53120       | Levaré                      | 274                              | 11,53         | 24               | Gorron                                                                                                | Mayenne                                          | Bocage Mayennais        |
| 53119      | 53970       | L’Huisserie                 | 4554                             | 14,72         | 309              | L’Huisserie Saint-Berthevin                                                                           | Laval                                            | Laval Agglomération     |
| 53133      | 53140       | Lignières-Orgères           | 710                              | 40,89         | 17               | Villaines-la-Juhel Couptrain                                                                          | Mayenne                                          | Mont des Avaloirs       |
| 53134      | 53150       | Livet                       | 187                              | 11,16         | 17               | Évron                                                                                                 | Mayenne Laval                                    | Coëvrons                |
| 53135      | 53400       | Livré-la-Touche             | 728                              | 30,08         | 24               | Cossé-le-Vivien Craon                                                                                 | Château-Gontier                                  | Pays de Craon           |
| 53137      | 53320       | Loiron-Ruillé               | 2724                             | 39,86         | 68               | Loiron-Ruillé                                                                                         | Laval                                            | Laval Agglomération     |
| 53139      | 53700       | Loupfougères                | 410                              | 18,76         | 22               | Villaines-la-Juhel                                                                                    | Mayenne                                          | Mont des Avaloirs       |
| 53140      | 53950       | Louverné                    | 4345                             | 20,58         | 211              | Bonchamp-lès-Laval Argentré                                                                           | Laval                                            | Laval Agglomération     |
| 53141      | 53210       | Louvigné                    | 1182                             | 12,56         | 94               | L’Huisserie Argentré                                                                                  | Laval                                            | Laval Agglomération     |
| 53142      | 53250       | Madré                       | 284                              | 17,55         | 16               | Villaines-la-Juhel Couptrain                                                                          | Mayenne                                          | Mont des Avaloirs       |
| 53143      | 53170       | Maisoncelles-du-Maine       | 510                              | 15,83         | 32               | Meslay-du-Maine                                                                                       | Château-Gontier Laval                            | Pays de Meslay-Grez     |
| 53144      | 53440       | Marcillé-la-Ville           | 750                              | 26,96         | 28               | Lassay-les-Châteaux Mayenne-Est                                                                       | Mayenne                                          | Mayenne Communauté      |
| 53145      | 53200       | Marigné-Peuton              | 543                              | 16,61         | 33               | Château-Gontier-sur-Mayenne-2 Château-Gontier-Ouest                                                   | Château-Gontier                                  | Pays de Château-Gontier |
| 53146      | 53470       | Martigné-sur-Mayenne        | 1884                             | 31,61         | 60               | Lassay-les-Châteaux Mayenne-Est                                                                       | Mayenne                                          | Mayenne Communauté      |
| 53147      | 53100       | Mayenne                     | 12.854                           | 19,88         | 647              | Mayenne Mayenne-Est Mayenne-Ouest                                                                     | Mayenne                                          | Mayenne Communauté      |
| 53148      | 53400       | Mée                         | 230                              | 8,75          | 26               | Château-Gontier-sur-Mayenne-2 Craon                                                                   | Château-Gontier                                  | Pays de Craon           |
| 53150      | 53200       | Ménil                       | 907                              | 28,70         | 32               | Château-Gontier-sur-Mayenne-1 Château-Gontier-Est                                                     | Château-Gontier                                  | Pays de Château-Gontier |
| 53151      | 53230       | Méral                       | 1075                             | 29,50         | 36               | Cossé-le-Vivien                                                                                       | Château-Gontier                                  | Pays de Craon           |
| 53152      | 53170       | Meslay-du-Maine             | 2784                             | 24,18         | 115              | Meslay-du-Maine                                                                                       | Château-Gontier Laval                            | Pays de Meslay-Grez     |
| 53153      | 53600       | Mézangers                   | 625                              | 29,34         | 21               | Évron                                                                                                 | Mayenne Laval                                    | Coëvrons                |
| 53154      | 53220       | Montaudin                   | 883                              | 21,66         | 41               | Gorron Landivy                                                                                        | Mayenne                                          | Bocage Mayennais        |
| 53155      | 53500       | Montenay                    | 1307                             | 37,20         | 35               | Ernée                                                                                                 | Mayenne                                          | Ernée                   |
| 53156      | 53240       | Montflours                  | 250                              | 7,93          | 32               | Bonchamp-lès-Laval Argentré                                                                           | Laval                                            | Laval Agglomération     |
| 53157      | 53970       | Montigné-le-Brillant        | 1342                             | 18,05         | 74               | L’Huisserie Saint-Berthevin                                                                           | Laval                                            | Laval Agglomération     |
| 53158      | 53320       | Montjean                    | 1030                             | 19,75         | 52               | Loiron-Ruillé                                                                                         | Laval                                            | Laval Agglomération     |
| 53160      | 53640       | Montreuil-Poulay            | 374                              | 16,24         | 23               | Lassay-les-Châteaux Le Horps                                                                          | Mayenne                                          | Mayenne Communauté      |
| 53161      | 53150       | Montsûrs                    | 3192                             | 68,14         | 47               | Évron                                                                                                 | Mayenne                                          | Coëvrons                |
| 53162      | 53100       | Moulay                      | 977                              | 8,66          | 113              | Lassay-les-Châteaux Mayenne-Est                                                                       | Mayenne                                          | Mayenne Communauté      |
| 53163      | 53150       | Neau                        | 757                              | 12,65         | 60               | Évron                                                                                                 | Mayenne Laval                                    | Coëvrons                |
| 53164      | 53250       | Neuilly-le-Vendin           | 345                              | 14,60         | 24               | Villaines-la-Juhel Couptrain                                                                          | Mayenne                                          | Mont des Avaloirs       |
| 53165      | 53400       | Niafles                     | 347                              | 8,00          | 43               | Château-Gontier-sur-Mayenne-2 Craon                                                                   | Château-Gontier                                  | Pays de Craon           |
| 53168      | 53970       | Nuillé-sur-Vicoin           | 1250                             | 23,59         | 53               | L’Huisserie Saint-Berthevin                                                                           | Laval                                            | Laval Agglomération     |
| 53170      | 53300       | Oisseau                     | 1124                             | 30,75         | 37               | Gorron Mayenne-Ouest                                                                                  | Mayenne                                          | Bocage Mayennais        |
| 53169      | 53410       | Olivet                      | 406                              | 9,97          | 41               | Loiron-Ruillé                                                                                         | Laval                                            | Laval Agglomération     |
| 53172      | 53360       | Origné                      | 394                              | 10,05         | 39               | Château-Gontier-sur-Mayenne-1 Château-Gontier-Ouest                                                   | Château-Gontier                                  | Pays de Château-Gontier |
| 53174      | 53100       | Parigné-sur-Braye           | 841                              | 9,88          | 85               | Mayenne Mayenne-Ouest                                                                                 | Mayenne                                          | Mayenne Communauté      |
| 53175      | 53260       | Parné-sur-Roc               | 1384                             | 23,74         | 58               | L’Huisserie Argentré                                                                                  | Laval                                            | Laval Agglomération     |
| 53178      | 53360       | Peuton                      | 228                              | 10,58         | 22               | Château-Gontier-sur-Mayenne-2 Cossé-le-Vivien                                                         | Château-Gontier                                  | Pays de Château-Gontier |
| 53179      | 53240       | Placé                       | 354                              | 25,25         | 14               | Mayenne Mayenne-Ouest                                                                                 | Mayenne                                          | Mayenne Communauté      |
| 53180      | 53400       | Pommerieux                  | 659                              | 23,20         | 28               | Château-Gontier-sur-Mayenne-2 Craon                                                                   | Château-Gontier                                  | Pays de Craon           |
| 53181      | 53220       | Pontmain                    | 808                              | 7,17          | 113              | Gorron Landivy                                                                                        | Mayenne                                          | Bocage Mayennais        |
| 53182      | 53410       | Port-Brillet                | 1816                             | 8,10          | 224              | Loiron-Ruillé                                                                                         | Laval                                            | Laval Agglomération     |
| 53184      | 53340       | Préaux                      | 161                              | 9,58          | 17               | Meslay-du-Maine Grez-en-Bouère                                                                        | Château-Gontier                                  | Pays de Meslay-Grez     |
| 53124      | 53200       | Prée-d’Anjou                | 1392                             | 42,66         | 33               | Château-Gontier-sur-Mayenne-2 Château-Gontier-Ouest                                                   | Château-Gontier                                  | Pays de Château-Gontier |
| 53185      | 53140       | Pré-en-Pail-Saint-Samson    | 2300                             | 58,22         | 40               | Villaines-la-Juhel Pré-en-Pail                                                                        | Mayenne                                          | Mont des Avaloirs       |
| 53186      | 53360       | Quelaines-Saint-Gault       | 2141                             | 42,25         | 51               | Cossé-le-Vivien                                                                                       | Château-Gontier                                  | Pays de Craon           |
| 53187      | 61420       | Ravigny                     | 230                              | 6,54          | 35               | Villaines-la-Juhel Pré-en-Pail                                                                        | Mayenne                                          | Mont des Avaloirs       |
| 53188      | 53800       | Renazé                      | 2506                             | 16,72         | 150              | Cossé-le-Vivien Saint-Aignan-sur-Roë                                                                  | Château-Gontier                                  | Pays de Craon           |
| 53189      | 53110       | Rennes-en-Grenouilles       | 111                              | 7,86          | 14               | Lassay-les-Châteaux                                                                                   | Mayenne                                          | Mayenne Communauté      |
| 53193      | 53170       | Ruillé-Froid-Fonds          | 575                              | 23,56         | 24               | Meslay-du-Maine Grez-en-Bouère                                                                        | Château-Gontier                                  | Pays de Meslay-Grez     |
| 53195      | 53470       | Sacé                        | 484                              | 12,46         | 39               | Bonchamp-lès-Laval Mayenne-Est                                                                        | Mayenne                                          | Mayenne Communauté      |
| 53196      | 53250       | Saint-Aignan-de-Couptrain   | 350                              | 17,42         | 20               | Villaines-la-Juhel Couptrain                                                                          | Mayenne                                          | Mont des Avaloirs       |
| 53197      | 53390       | Saint-Aignan-sur-Roë        | 934                              | 18,19         | 51               | Cossé-le-Vivien Saint-Aignan-sur-Roë                                                                  | Château-Gontier                                  | Pays de Craon           |
| 53198      | 53700       | Saint-Aubin-du-Désert       | 223                              | 12,83         | 17               | Villaines-la-Juhel                                                                                    | Mayenne                                          | Mont des Avaloirs       |
| 53199      | 53120       | Saint-Aubin-Fosse-Louvain   | 212                              | 14,37         | 15               | Gorron                                                                                                | Mayenne                                          | Bocage Mayennais        |
| 53200      | 53100       | Saint-Baudelle              | 1181                             | 7,17          | 165              | Mayenne Mayenne-Ouest                                                                                 | Mayenne                                          | Mayenne Communauté      |
| 53201      | 53940       | Saint-Berthevin             | 7384                             | 32,11         | 230              | Saint-Berthevin                                                                                       | Laval                                            | Laval Agglomération     |
| 53202      | 53220       | Saint-Berthevin-la-Tannière | 294                              | 17,64         | 17               | Gorron Landivy                                                                                        | Mayenne                                          | Bocage Mayennais        |
| 53203      | 53290       | Saint-Brice                 | 524                              | 13,23         | 40               | Meslay-du-Maine Grez-en-Bouère                                                                        | Château-Gontier                                  | Pays de Meslay-Grez     |
| 53204      | 53140       | Saint-Calais-du-Désert      | 399                              | 17,20         | 23               | Villaines-la-Juhel Couptrain                                                                          | Mayenne                                          | Mont des Avaloirs       |
| 53206      | 53170       | Saint-Charles-la-Forêt      | 219                              | 10,61         | 21               | Meslay-du-Maine Grez-en-Bouère                                                                        | Château-Gontier                                  | Pays de Meslay-Grez     |
| 53208      | 53140       | Saint-Cyr-en-Pail           | 502                              | 20,65         | 24               | Villaines-la-Juhel Pré-en-Pail                                                                        | Mayenne                                          | Mont des Avaloirs       |
| 53209      | 53320       | Saint-Cyr-le-Gravelais      | 559                              | 19,82         | 28               | Loiron-Ruillé                                                                                         | Laval                                            | Laval Agglomération     |
| 53210      | 53290       | Saint-Denis-d’Anjou         | 1512                             | 41,89         | 36               | Château-Gontier-sur-Mayenne-1 Bierné                                                                  | Château-Gontier                                  | Pays de Château-Gontier |
| 53211      | 53500       | Saint-Denis-de-Gastines     | 1440                             | 48,01         | 30               | Ernée                                                                                                 | Mayenne                                          | Ernée                   |
| 53212      | 53170       | Saint-Denis-du-Maine        | 456                              | 14,55         | 31               | Meslay-du-Maine                                                                                       | Château-Gontier Laval                            | Pays de Meslay-Grez     |
| 53218      | 53600       | Sainte-Gemmes-le-Robert     | 770                              | 35,62         | 22               | Évron                                                                                                 | Mayenne Laval                                    | Coëvrons                |
| 53213      | 53220       | Saint-Ellier-du-Maine       | 496                              | 17,49         | 28               | Gorron Landivy                                                                                        | Mayenne                                          | Bocage Mayennais        |
| 53235      | 53110       | Sainte-Marie-du-Bois        | 228                              | 11,34         | 20               | Lassay-les-Châteaux                                                                                   | Mayenne                                          | Mayenne Communauté      |
| 53214      | 53390       | Saint-Erblon                | 154                              | 5,68          | 27               | Cossé-le-Vivien Saint-Aignan-sur-Roë                                                                  | Château-Gontier                                  | Pays de Craon           |
| 53255      | 53270       | Sainte-Suzanne-et-Chammes   | 1197                             | 44,20         | 27               | Meslay-du-Maine Sainte-Suzanne                                                                        | Mayenne Laval                                    | Coëvrons                |
| 53216      | 53300       | Saint-Fraimbault-de-Prières | 946                              | 16,85         | 56               | Lassay-les-Châteaux Mayenne-Est                                                                       | Mayenne                                          | Mayenne Communauté      |
| 53219      | 53100       | Saint-Georges-Buttavent     | 1381                             | 36,87         | 37               | Mayenne Mayenne-Ouest                                                                                 | Mayenne                                          | Mayenne Communauté      |
| 53220      | 53480       | Saint-Georges-le-Fléchard   | 378                              | 8,44          | 45               | Meslay-du-Maine                                                                                       | Mayenne Laval                                    | Coëvrons                |
| 53221      | 53600       | Saint-Georges-sur-Erve      | 394                              | 20,17         | 20               | Évron                                                                                                 | Mayenne Laval                                    | Coëvrons                |
| 53222      | 53240       | Saint-Germain-d’Anxure      | 365                              | 10,35         | 35               | Mayenne Mayenne-Ouest                                                                                 | Mayenne                                          | Mayenne Communauté      |
| 53223      | 53700       | Saint-Germain-de-Coulamer   | 329                              | 17,72         | 19               | Villaines-la-Juhel                                                                                    | Mayenne                                          | Mont des Avaloirs       |
| 53224      | 53240       | Saint-Germain-le-Fouilloux  | 1179                             | 15,48         | 76               | Saint-Berthevin Laval-Nord-Est                                                                        | Laval                                            | Laval Agglomération     |
| 53225      | 53240       | Saint-Germain-le-Guillaume  | 513                              | 13,23         | 39               | Ernée Chailland                                                                                       | Mayenne Laval                                    | Ernée                   |
| 53226      | 53380       | Saint-Hilaire-du-Maine      | 808                              | 31,06         | 26               | Ernée Chailland                                                                                       | Mayenne Laval                                    | Ernée                   |
| 53229      | 53240       | Saint-Jean-sur-Mayenne      | 1689                             | 17,81         | 95               | Saint-Berthevin Laval-Nord-Est                                                                        | Laval                                            | Laval Agglomération     |
| 53230      | 53110       | Saint-Julien-du-Terroux     | 257                              | 11,29         | 23               | Lassay-les-Châteaux                                                                                   | Mayenne                                          | Mayenne Communauté      |
| 53232      | 53480       | Saint-Léger                 | 323                              | 17,22         | 19               | Meslay-du-Maine Sainte-Suzanne                                                                        | Mayenne Laval                                    | Coëvrons                |
| 53233      | 53290       | Saint-Loup-du-Dorat         | 335                              | 8,29          | 40               | Meslay-du-Maine Grez-en-Bouère                                                                        | Château-Gontier                                  | Pays de Meslay-Grez     |
| 53234      | 53300       | Saint-Loup-du-Gast          | 321                              | 9,98          | 32               | Gorron Ambrières-les-Vallées                                                                          | Mayenne                                          | Bocage Mayennais        |
| 53236      | 53700       | Saint-Mars-du-Désert        | 166                              | 11,87         | 14               | Villaines-la-Juhel                                                                                    | Mayenne                                          | Mont des Avaloirs       |
| 53237      | 53300       | Saint-Mars-sur-Colmont      | 440                              | 16,39         | 27               | Gorron                                                                                                | Mayenne                                          | Bocage Mayennais        |
| 53238      | 53220       | Saint-Mars-sur-la-Futaie    | 521                              | 21,45         | 24               | Gorron Landivy                                                                                        | Mayenne                                          | Bocage Mayennais        |
| 53240      | 53800       | Saint-Martin-du-Limet       | 425                              | 12,36         | 34               | Cossé-le-Vivien Craon                                                                                 | Château-Gontier                                  | Pays de Craon           |
| 53242      | 53350       | Saint-Michel-de-la-Roë      | 255                              | 13,22         | 19               | Cossé-le-Vivien Saint-Aignan-sur-Roë                                                                  | Château-Gontier                                  | Pays de Craon           |
| 53243      | 53410       | Saint-Ouën-des-Toits        | 1782                             | 21,26         | 84               | Loiron-Ruillé                                                                                         | Laval                                            | Laval Agglomération     |
| 53245      | 53500       | Saint-Pierre-des-Landes     | 927                              | 40,90         | 23               | Ernée Chailland                                                                                       | Mayenne Laval                                    | Ernée                   |
| 53246      | 53370       | Saint-Pierre-des-Nids       | 1761                             | 37,34         | 47               | Villaines-la-Juhel Pré-en-Pail                                                                        | Mayenne                                          | Mont des Avaloirs       |
| 53247      | 53410       | Saint-Pierre-la-Cour        | 2313                             | 15,69         | 147              | Loiron-Ruillé                                                                                         | Laval                                            | Laval Agglomération     |
| 53248      | 53270       | Saint-Pierre-sur-Erve       | 132                              | 9,74          | 14               | Meslay-du-Maine Sainte-Suzanne                                                                        | Mayenne Laval                                    | Coëvrons                |
| 53250      | 53540       | Saint-Poix                  | 391                              | 7,38          | 53               | Cossé-le-Vivien                                                                                       | Château-Gontier                                  | Pays de Craon           |
| 53251      | 53400       | Saint-Quentin-les-Anges     | 475                              | 17,81         | 27               | Château-Gontier-sur-Mayenne-2 Craon                                                                   | Château-Gontier                                  | Pays de Craon           |
| 53253      | 53800       | Saint-Saturnin-du-Limet     | 518                              | 10,70         | 48               | Cossé-le-Vivien Saint-Aignan-sur-Roë                                                                  | Château-Gontier                                  | Pays de Craon           |
| 53256      | 53160       | Saint-Thomas-de-Courceriers | 162                              | 12,95         | 13               | Évron Bais                                                                                            | Mayenne                                          | Coëvrons                |
| 53257      | 53340       | Saulges                     | 328                              | 21,81         | 15               | Meslay-du-Maine                                                                                       | Mayenne Laval                                    | Coëvrons                |
| 53259      | 53390       | Senonnes                    | 376                              | 13,13         | 29               | Cossé-le-Vivien Saint-Aignan-sur-Roë                                                                  | Château-Gontier                                  | Pays de Craon           |
| 53260      | 53360       | Simplé                      | 386                              | 9,10          | 42               | Cossé-le-Vivien                                                                                       | Château-Gontier                                  | Pays de Craon           |
| 53261      | 53300       | Soucé                       | 149                              | 6,67          | 22               | Gorron Ambrières-les-Vallées                                                                          | Mayenne                                          | Bocage Mayennais        |
| 53262      | 53210       | Soulgé-sur-Ouette           | 1060                             | 22,94         | 46               | L’Huisserie Montsûrs                                                                                  | Laval                                            | Laval Agglomération     |
| 53264      | 53270       | Thorigné-en-Charnie         | 190                              | 17,57         | 11               | Meslay-du-Maine Sainte-Suzanne                                                                        | Mayenne Laval                                    | Coëvrons                |
| 53263      | 53110       | Thubœuf                     | 270                              | 13,88         | 19               | Lassay-les-Châteaux                                                                                   | Mayenne                                          | Mayenne Communauté      |
| 53265      | 53270       | Torcé-Viviers-en-Charnie    | 770                              | 48,77         | 16               | Meslay-du-Maine Sainte-Suzanne                                                                        | Mayenne Laval                                    | Coëvrons                |
| 53266      | 53160       | Trans                       | 227                              | 15,43         | 15               | Évron Bais                                                                                            | Mayenne                                          | Coëvrons                |
| 53267      | 53480       | Vaiges                      | 1164                             | 36,26         | 32               | Meslay-du-Maine Sainte-Suzanne                                                                        | Mayenne Laval                                    | Coëvrons                |
| 53017      | 53340       | Val-du-Maine                | 971                              | 23,67         | 41               | Meslay-du-Maine Grez-en-Bouère                                                                        | Château-Gontier Laval                            | Pays de Meslay-Grez     |
| 53269      | 53500       | Vautorte                    | 612                              | 23,64         | 26               | Ernée                                                                                                 | Mayenne                                          | Ernée                   |
| 53270      | 53120       | Vieuvy                      | 110                              | 7,11          | 15               | Gorron                                                                                                | Mayenne                                          | Bocage Mayennais        |
| 53271      | 53700       | Villaines-la-Juhel          | 2682                             | 28,90         | 93               | Villaines-la-Juhel                                                                                    | Mayenne                                          | Mont des Avaloirs       |
| 53272      | 53250       | Villepail                   | 192                              | 15,70         | 12               | Villaines-la-Juhel                                                                                    | Mayenne                                          | Mont des Avaloirs       |
| 53273      | 53170       | Villiers-Charlemagne        | 1080                             | 27,57         | 39               | Meslay-du-Maine Grez-en-Bouère                                                                        | Château-Gontier                                  | Pays de Meslay-Grez     |
| 53249      | 53160       | Vimartin-sur-Orthe          | 1107                             | 71,92         | 15               | Évron                                                                                                 | Mayenne Laval                                    | Coëvrons                |
| 53276      | 53600       | Voutré                      | 905                              | 18,57         | 49               | Évron                                                                                                 | Mayenne Laval                                    | Coëvrons                |

## Veränderungen im Gemeindebestand seit der landesweiten Neuordnung der Kantone

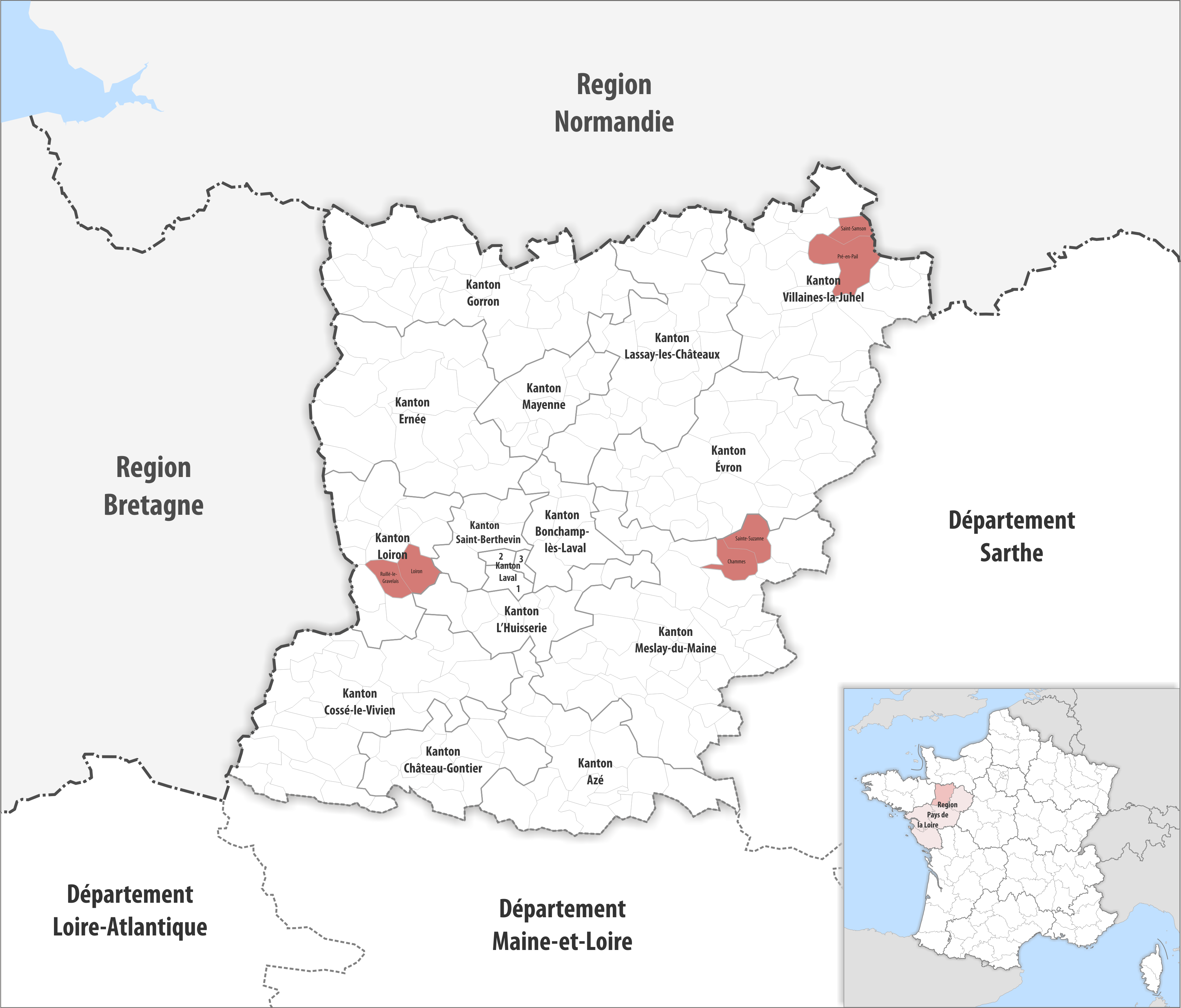
Gemeinden bis 2015
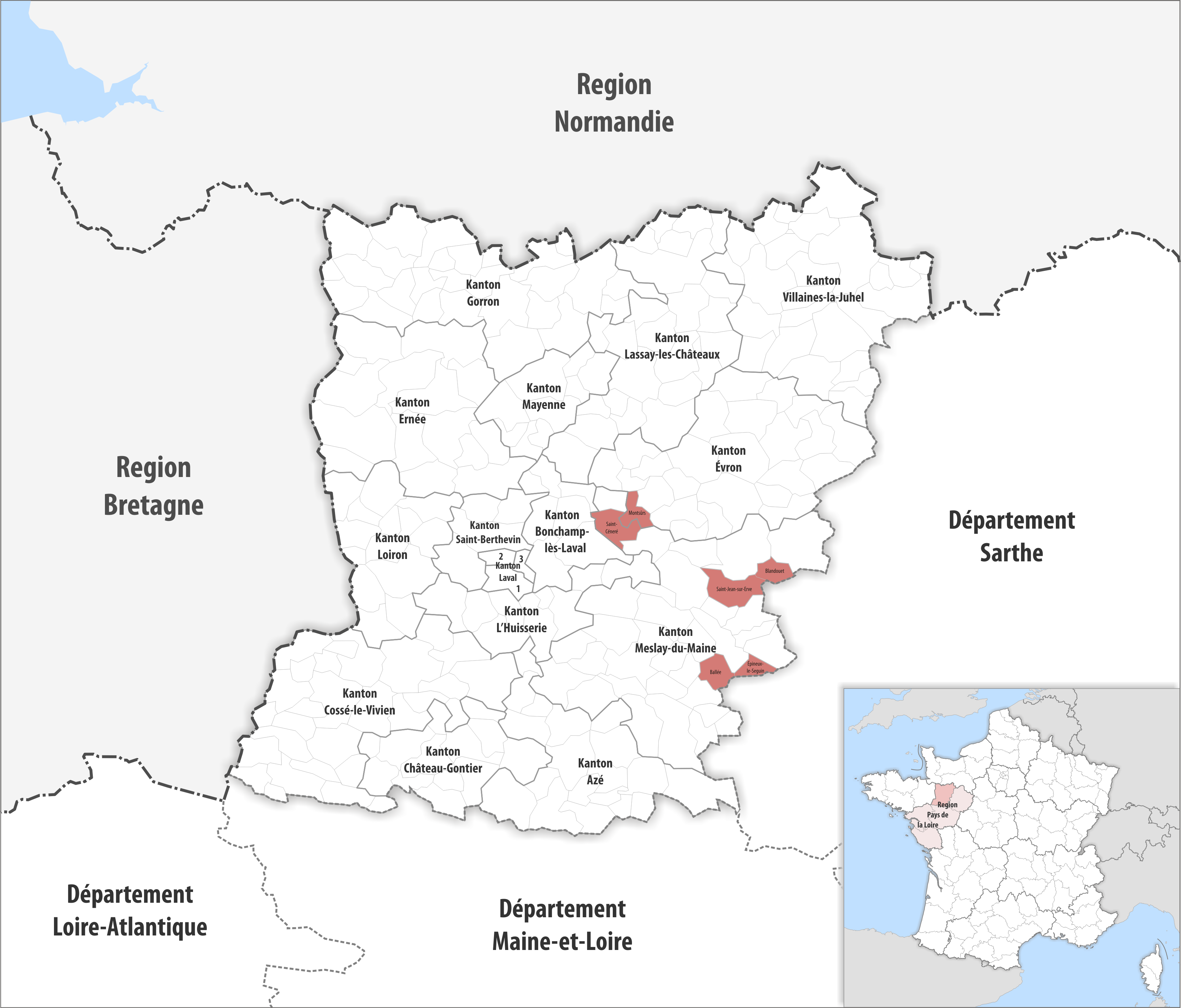
Gemeinden bis 2016
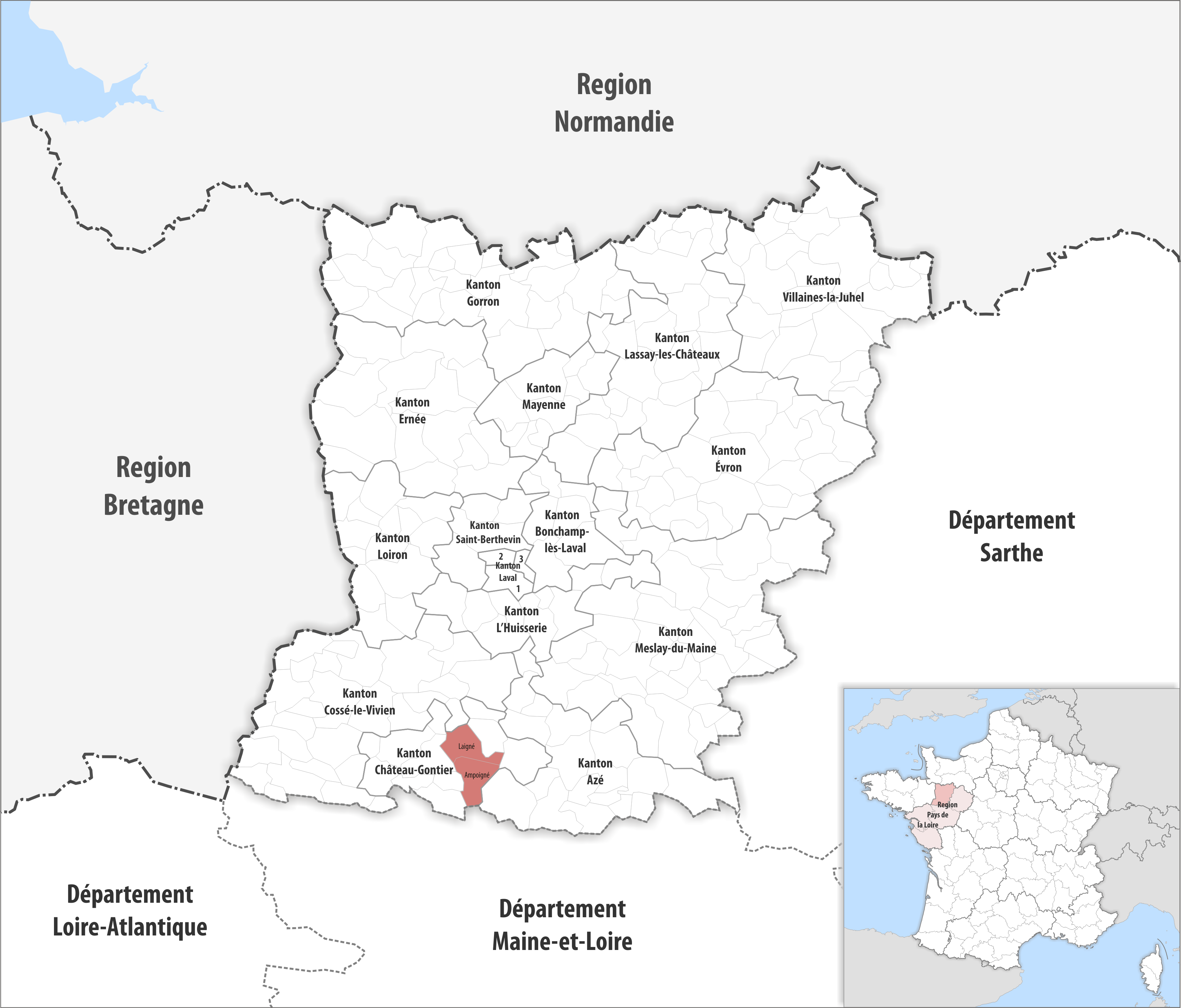
Gemeinden bis 2017
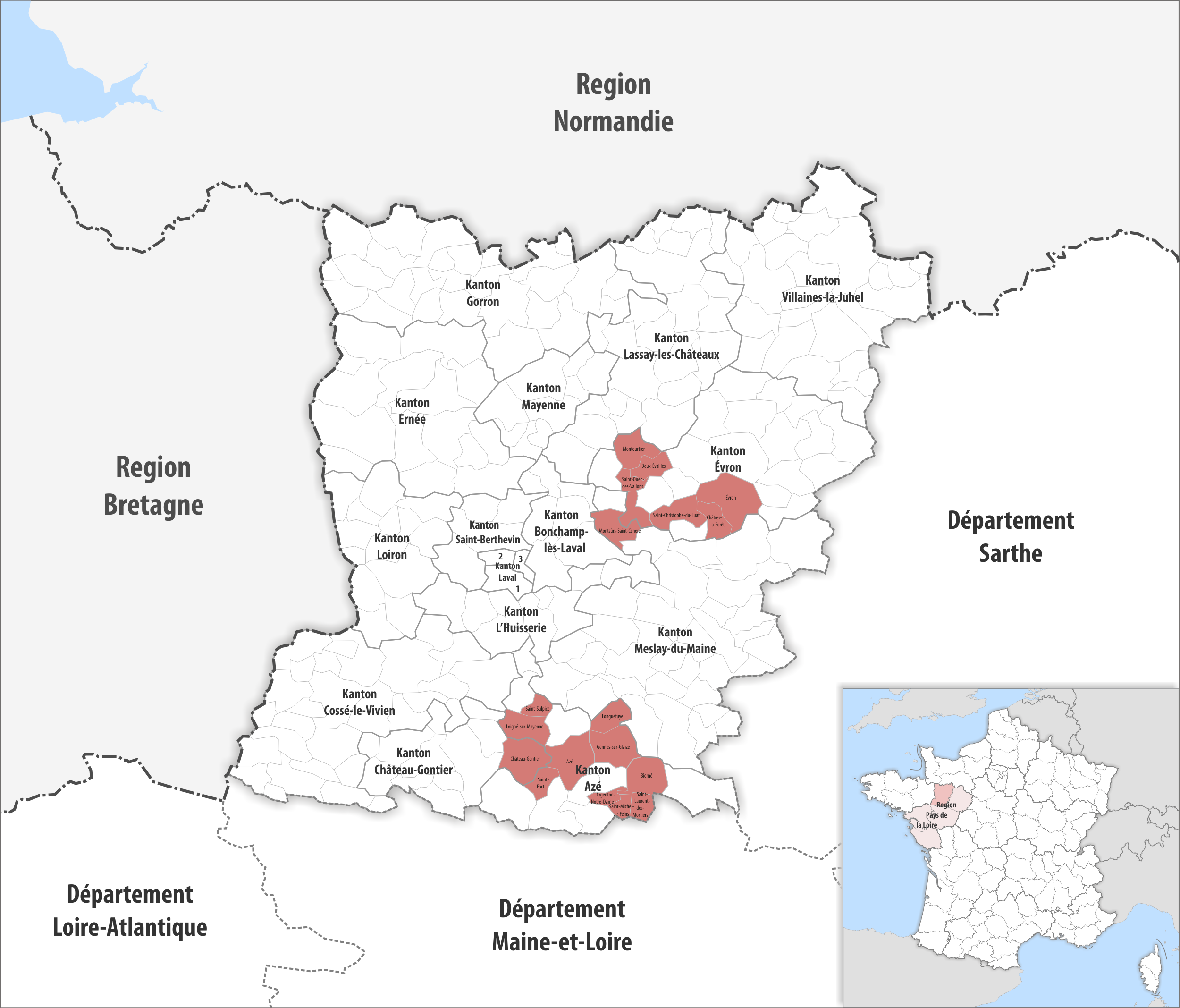
Gemeinden bis 2018
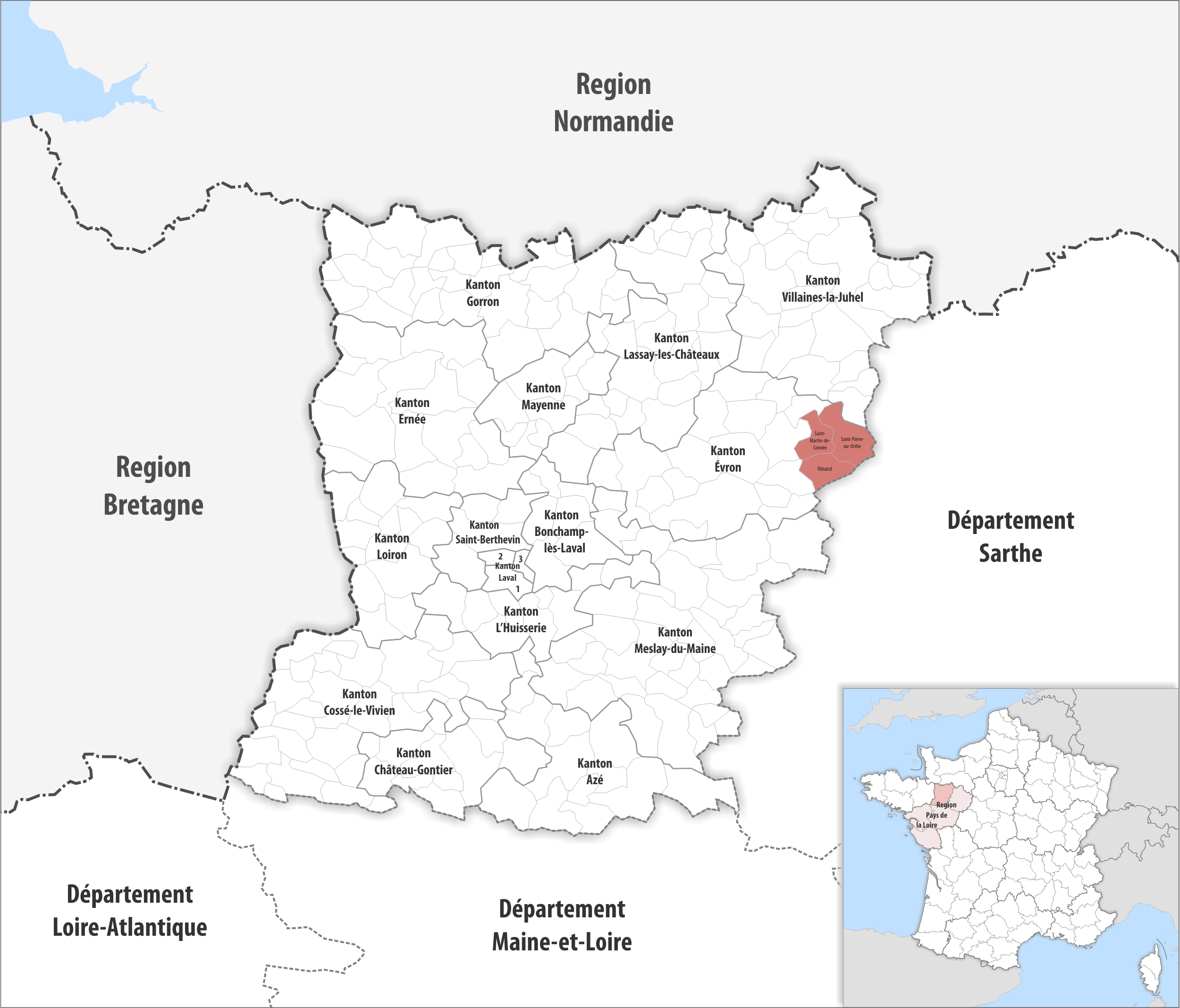
Gemeinden bis 2020

2021:
- Fusion Saint-Martin-de-Connée, Saint-Pierre-sur-Orthe und Vimarcé → Vimartin-sur-Orthe

2019:
- Fusion Bierné, Argenton-Notre-Dame, Saint-Laurent-des-Mortiers und Saint-Michel-de-Feins → Bierné-les-Villages
- Fusion Château-Gontier, Azé und Saint-Fort → Château-Gontier-sur-Mayenne
- Fusion Évron, Châtres-la-Forêt und Saint-Christophe-du-Luat → Évron
- Fusion Gennes-sur-Glaize und Longuefuye → Gennes-Longuefuye
- Fusion Montsûrs-Saint-Céneré, Deux-Évailles, Montourtier und Saint-Ouën-des-Vallons → Montsûrs
- Fusion Loigné-sur-Mayenne und Saint-Sulpice → La Roche-Neuville

2018:
- Fusion Ampoigné und Laigné → Prée-d’Anjou

2017:
- Fusion Blandouet und Saint-Jean-sur-Erve → Blandouet-Saint Jean
- Fusion Montsûrs und Saint-Céneré → Montsûrs-Saint-Céneré
- Fusion Ballée und Épineux-le-Seguin → Val-du-Maine

2016: 
- Fusion: Loiron und Ruillé-le-Gravelais → Loiron-Ruillé
- Fusion Chammes und Sainte-Suzanne → Sainte-Suzanne-et-Chammes
- Fusion Saint-Samson und Pré-en-Pail → Pré-en-Pail-Saint-Samson